# Dipsas infrenalis
Dipsas infrenalis este o specie de șerpi din genul Dipsas, familia Colubridae, descrisă de Rosen 1905. Conform Catalogue of Life specia Dipsas infrenalis nu are subspecii cunoscute.